# Saprinus godet
Saprinus godet är en skalbaggsart som först beskrevs av Gaspard Auguste Brullé 1832.  Saprinus godet ingår i släktet Saprinus och familjen stumpbaggar. Inga underarter finns listade i Catalogue of Life.